# (21900) Oros
Ne doit pas être confondu avec l'astéroïde de la ceinture principale (1924) Horus ou le centaure (330836) Orios.
(21900) Oros, désignation internationale (21900) Orus, est un astéroïde troyen jovien.

## Description
(21900) Oros est un astéroïde troyen jovien, camp grec, c'est-à-dire situé au point de Lagrange L4 du système Jupiter-Soleil. Il fut découvert par Takao Kobayashi le 9 novembre 1999 à Oizumi. Il présente une orbite caractérisée par un demi-grand axe de 5,128 UA, une excentricité de 0,0358 et une inclinaison de 8,46° par rapport à l'écliptique.
Il est nommé d'après Oros, chef de la cité d'Argos, héros de la guerre de Troie, tué et immolé par Hector.

## Exploration
Il devrait être visité par la sonde Lucy en novembre 2028. Les occultations d'une étoile par Oros les 7 septembre 2019, 4 novembre 2019, 21 octobre 2020, 13 août 2021 et 16 octobre 2021 vont déterminer la taille et la forme de ce corps.

## Compléments